# Laophontodes gracilipes
Laophontodes gracilipes är en kräftdjursart som beskrevs av Lang 1936. Laophontodes gracilipes ingår i släktet Laophontodes och familjen Ancorabolidae. Arten är reproducerande i Sverige. Inga underarter finns listade i Catalogue of Life.